# WorldSkills International
WorldSkills Internacional es una asociación internacional. Desde 1950, celebran cada dos años un torneo patrocinado por Educación Profesional Formación Vocacional Organización Internacional (IVTO).

## Objetivos principales
- Promover el intercambio entre los profesionales jóvenes de diversas regiones del mundo;
- Intercambio de conocimientos, experiencias e innovaciones;
- Despertar el espíritu en el deporte profesional.

Los jóvenes profesionales que compiten en este torneo son seleccionados por sus respectivos países. Además, sólo pueden participar una vez en este torneo, los competidores elegidos deben encontrarse en un rango de máximo 22 años de edad.
Se otorga a los mejores profesionales en el torneo de medallas, oro, plata y bronce, y los certificados de excelencia (los concursantes para llegar a 500 puntos).

## Historia
En 1946, ante la necesidad de trabajadores cualificados en España, el entonces Director General de la organización juvenil española (OJE), José Antonio Elola-Olaso, se dio cuenta de que era necesario crear un sistema eficaz de formación profesional.
La idea de Olaso se convirtió en un proyecto que puso a manos de Francisco Albert-Vidal, Antonio Almagro Diaz y Faustino Ramos Diaz, director del Centro para el Trabajo, y despertó el interés de agencias y de las empresas en que el centro español de formación más importante, "Virgen de La Paloma" (dirigido por Diomedes Palencia Albert), abrazó la idea.
El Concurso Nacional se celebró por primera vez en Madrid, la capital española, fue un éxito. Se reunieron cuatro mil alumnos.
Pero los organizadores querían más. Querían promover torneos de la competencia que puso de relieve, mostrando los diferentes niveles de habilidad y personas de otros países.
Debido a que hay mayor afinidad, países de América Latina fueron invitados a crear una competencia internacional. No hubo ningún efecto. Sin embargo, Portugal si está interesado.
En 1950, con doce personas calificadas jóvenes de Portugal y España, fue el primero de WorldSkills, la formación internacional en primer lugar.

## Todos los torneos
Promovido más de medio siglo, el WorldSkills se celebra cada dos años.
1950: Madrid, España 

1951: Madrid, España 

1953: Madrid, España 

1955: Madrid, España 

1956: Madrid, España 

1957: Madrid, España 

1958: Bruselas, Bélgica 

1959: Modena, Italia 

1960: Barcelona, España 

1961: Duisburg, Alemania 

1962: Gijón, España 

1963: Dublín, Irlanda 

1964: Lisboa, Portugal 

1965: Glasgow, Reino Unido 

1966: Utrecht, Países Bajos 

1967: Madrid, España 

1968: Berna, Suiza 

1969: Bruselas, Bélgica 

1970: Tokio, Japón 

1971: Gijón, España 

1973: Munich, Alemania 

1975: Madrid, España 

1977: Utrecht, Países Bajos 

1978: Busan, Corea del Sur 

1979: Cork, Irlanda 

1981: Atlanta, EE.UU. 

1983: Linz, Austria 

1985: Osaka, Japón 

1988: Sídney, Australia 

1989: Birmingham, Reino Unido 

1991: Ámsterdam, Países Bajos 

1993: Taipéi, Taiwán 

1995: Lyon, Francia 

1997: St. Gallen, Suiza 

1999: Montreal, Canadá 

2001: Seúl, Corea del Sur 

2003: St. Gallen, Suiza 

2005: Helsinki, Finlandia 

2007: Shizuoka, Japón 

2009: Calgary, Canadá 

2011: Londres, Reino Unido 

2013: Leipzig, Alemania 

2015: São Paulo, Brasil 

2017: Abu Dabi, Emiratos Árabes Unidos 

2019: Kazán, Rusia (WordSkills Kazán)